# Donald Suxho
Donald Suxho (né le 21 février 1976 à Korçë, dans la préfecture de Korçë) est un joueur américain (d'origine albanaise) de volley-ball. Il mesure 1,96 m et joue passeur. Il totalise 169 sélections en équipe d'Italie après avoir été international albanais.

## Biographie
Il a émigré à Boston en 1996 afin de poursuivre ses études. Il obtenu la nationalité américaine peu de temps après.

## Clubs
| Club                      | De        | À         |
| ------------------------- | --------- | --------- |
| Skënderbeu Korçë          | 1994-1995 | 1995-1996 |
| Trojans de l'USC          | 1996-1997 | 1999-2000 |
| AZS Olsztyn               | 2001-2002 | 2001-2002 |
|                           | 2002-2003 | 2002-2003 |
| Arkas Spor Izmir          | 2003-2004 | 2004-2005 |
| Olympiakos Le Pirée       | sep 2005  | déc 2005  |
| Gabeca Pallavolo          | jan 2006  | 2006-2007 |
| EA Patras                 | 2007-2008 | 2007-2008 |
| Arkas Spor Izmir          | 2008-2009 | 2008-2009 |
| Prisma Volley             | 2009-2010 | 2009-2010 |
| Dynamo-Yantar Kaliningrad | 2010-2011 | 2010-2011 |
| Sisley Volley             | 2011-2012 | 2011-2012 |
| Club Ciudad de Bolívar    | 2012-2013 | 2012-2013 |
| Trentino Volley           | 2013-2014 | ...       |

## Palmarès

### Club et équipe nationale
- Ligue mondiale (1)
  - Vainqueur : 2008
  - Finaliste : 2012
- World Grand Champions Cup
  - Finaliste : 2005
- Championnat d'Amérique du Nord (2)
  - Vainqueur : 2003, 2005
  - Finaliste : 2011
- Supercoupe d'Italie (1)
  - Vainqueur : 2013

### Distinctions individuelles
- Meilleur joueur de la supercoupe d'Italie 2013